# Winston Haatrecht
Winston Henry (Winnie) Haatrecht (Paramaribo, 5 november 1963) is een Nederlands-Surinaams oud-profvoetballer van onder andere Ajax, Willem II, AZ, sc Heerenveen, FC La Chaux-de-Fonds (Zwitserland), Cambuur Leeuwarden en TOP Oss

## Loopbaan
Haatrecht komt uit de jeugdopleiding van AFC Ajax. Hij maakte vanaf 1 juli 1983 deel uit van de eerste selectie van de club. Hij speelde te midden van een zeer talentvolle lichting spelers uit eigen jeugd: Frank Rijkaard, Gerald Vanenburg, Sonny Silooy, John van 't Schip, Marco van Basten, Stanley Menzo, Ulrich Wilson, en John Bosman. Andere jonge spelers kwamen van elders: de Denen Jesper Olsen en Jan Molby, Ronald Koeman (FC Groningen). Routinier Felix Gasselich was afkomstig uit Oostenrijk.
Haatrecht was in december 1983 samen met Vanenburg uitblinker tijdens een zaalvoetbaltoernooi in Sporthal Amsterdam Zuid, waaraan ook PEC Zwolle, Haarlem, Nederland en de AllStars deelnamen. Haatrecht scoorde ook tijdens dit zaalvoetbal-toernooi, en scoorde tevens op 11 december 1983 in het bekerduel DWV-Ajax (0-6). Desondanks werd Haatrecht in de zomer van 1984 samen met de talentvolle 20-jarige linksback Ulrich Wilson, door Ajax voor één seizoen uitgeleend aan Willem II. Een zware overtreding van Haatrecht in de wedstrijd Veendam - Willem II op 3 november 1984 luidde het einde van de carrière van Veendammer Jan Korte in. Ajax maakte half 1985 geen gebruik van de terugroepclausules in de huurcontracten. Haatrecht tekende bij AZ waar hij een jaar voor speelde en verkaste in 1986 naar sc Heerenveen.
Haatrecht zou op 7 juni 1989 meegaan met het Kleurrijk Elftal naar Suriname, maar omdat hij met Heerenveen in de nacompetitie moest spelen zei hij af. Zijn broer Jerry Haatrecht wilde graag, en daarom deed Winnie een goed woordje voor hem bij coach Nick Stienstra. Jerry Haatrecht werd toegevoegd aan de selectie van het elftal. Bij de reis naar Suriname kwam hij samen met Stienstra en veel andere spelers van het Kleurrijk Elftal om het leven als gevolg van de SLM-ramp.
Winston Haatrecht speelde van 1990 tot 1992 voor FC La Chaux-de-Fonds in de Zwitserse tweede divisie. Hij kwam vervolgens nog uit voor Cambuur en TOP Oss. Bij deze laatste club beëindigde hij in 1995 zijn professionele carrière.